# エミン・ジノヴチ
エミン・ジノヴチ（Emin Xhinovci, 1959年頃 - ）は、コソボ解放軍（KLA）の元隊員。ナチス・ドイツの総統アドルフ・ヒトラーとよく似た風貌で知られる。姓はGjinovci、Djinovci、Džinovci などと綴られることもある。
ジノヴチはKLAのゲリラ闘士としてコソボ紛争に従軍し、その頃から「ヒトラー」の通称で知られていた。停戦後、故郷ミトロヴィツァに移り、ナチス・ドイツをテーマとしたバーやレストランを開業した。これらの店舗の廃業後、彼はミトロヴィッツァでヒトラーに扮して地元住民や平和維持軍将兵、観光客などを相手に、1枚20～80ユーロ程度で記念写真の撮影を行って生計を立てている。
映画監督Alban Mujaは、ジノヴチを題材とした短編ドキュメンタリー映画『Germans Are a Bit Scared of Me』（ドイツ人たちは私を少々恐れている）を発表している。

## 経歴

### ゲリラ闘士

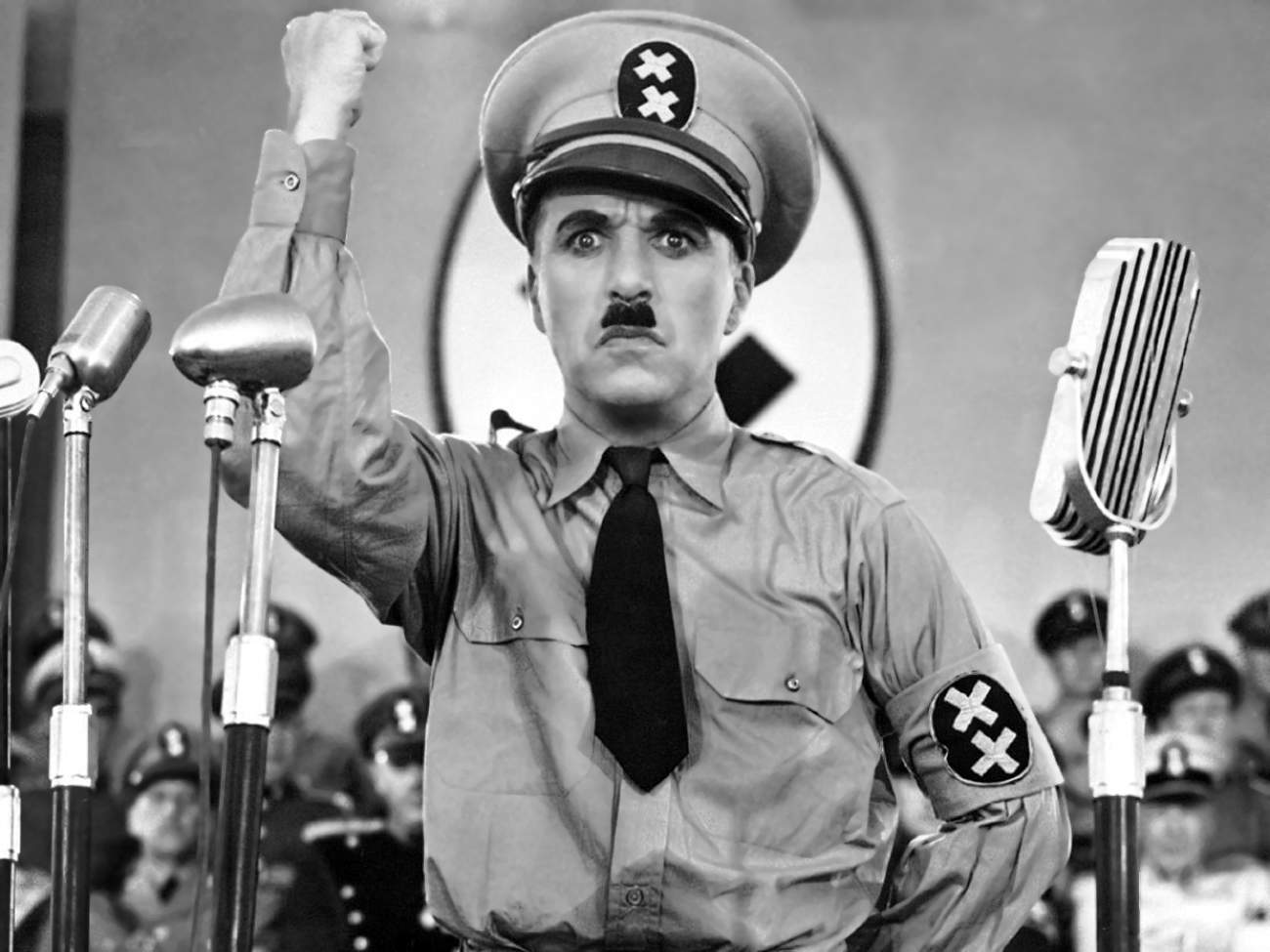
映画『独裁者』にて、総統ヒンケルを演じるチャーリー・チャップリン

1959年、ユーゴスラビア連邦共和国時代のミトロヴィツァにてコソボ系アルバニア人として生を受ける。1993年、ドイツへ移住しデュッセルドルフにて輸入業を開業する。しかし、故郷コソボでセルビア人とアルバニア人の対立が深まる中、1997年には「祖国の為に戦う」為にドイツを離れコソボへと帰国した。
1998年、ジノヴチはコソボの分離独立を目指すコソボ解放軍（KLA）に入隊し、ユーゴスラビア軍に対する武力闘争に参加する。彼は勇敢なゲリラ闘士として名を馳せ、地元のアルバニア人からの信頼も厚かった。やがて、彼は風貌がナチス・ドイツの総統アドルフ・ヒトラーによく似ているとして、戦友たちから「ヒトラー」と呼ばれるようになる。ジャーナリストのUna Hajdariによるインタビューの際、ジノヴチは「軍隊に居た頃から、皆が私をヒトラーと呼んでいる。曰く、私は彼によく似ているそうだ。あの映画で彼を演じたイギリス人よりも」と語っている。これは1940年の映画『独裁者』のチャーリー・チャップリンを意識した言葉であった。
ユーゴスラビア側の警察が1998年に作成した文書によれば、オビリチからほど近いベラセヴァチ炭鉱を巡る戦闘（ベラセヴァチ炭鉱の戦い）の最中に発生した、セルビア人鉱夫9名の誘拐および処刑にジノヴチが関与していた疑いがあるとされている。1999年、戦闘中に負傷したジノヴチは治療の為にドイツの病院へと送られた。入院中はヒトラーのトレードマークでもあったちょび髭を生やし、病院職員らの注目を集めていた。

### 「ナチスの店」
ドイツの病院での経験を経て、ジノヴチはヒトラーとよく似た自分の風貌を活かしていく方法を考えた。彼はより「ヒトラーらしく」なる為、ちょび髭を短く整え、髪は黒く染めてヒトラーのヘアスタイルを真似た。紛争終結後、ジノヴチは故郷ミトロヴィッツァに戻り、バー・ヒット・アンド・ジェット（Bar Hit and Jet）という名前の酒場を開業した。この店は地元のコソボ系アルバニア人から愛情を込めて「ヒトラーのピザ屋」（Pizzeria Hitleri）と呼ばれた。しかし、この店は1999年6月から駐留を開始していた国連平和維持軍将兵の間で論争を引き起こすことになる。例えば、あるフランス人のNATO兵はジノヴチの店の入り口に飾られていたハーケンクロイツを「非常に不愉快」だとして降ろさせた。別のフランス人士官は報道関係者からのインタビューの中でジノヴチの店について触れ、ジノヴチの行動にうんざりしていることと、部下にはジノヴチの店を訪れないように厳命したと語った。この士官によれば、ジノヴチはナチスのイメージを模して、店内にKLAの制服を着用した自らの肖像写真を飾っていたという。ジノヴチ自身は「どうしてヒトラーの仮装を楽しんでいるのか」と尋ねられた際、「アルバニア人に流血を強いた勢力と対峙する人々は、皆が私の友人だ」と語った。これは第二次世界大戦中にナチス・ドイツを始めとする枢軸国がユーゴスラビアを侵攻した際、アルバニアによるセルビア領コソボ侵攻をドイツ側が黙認したことへの言及であった。彼はヒトラーが女や子供まで殺させたことについては「やり過ぎだった」と認めつつ、「我々の血を欲する者共を排除する為には良いアイデアだ」と述べている。
数年後、ジノヴチの店はKLA自体の印象にも悪影響を及ぼしうると判断され、現地のKLA指揮官の命令によって廃業した。店を失ったジノヴチは戦後の混乱の中で貧困に苦しみ、KLAの軍人年金と西ヨーロッパに暮らす親戚からの援助に頼って生活することになった。それからしばらくして再び経済状況が安定し始めると、彼はイェホナ（Jehona）という名前のレストランを開業した。この店名は彼の最初の娘の名に因んだものであった。この店のレシートの右上には黒いハーケンクロイツが印刷されていた。数年後には何らかの理由によって廃業している。

### ヒトラーのモノマネ
店の廃業後、ジノヴチはヒトラーの仮装をしてミトロヴィッツァの街に出て、地元の人々、観光客、平和維持軍将兵などといった人々を相手に、1枚20ユーロから80ユーロ程度で「ヒトラー」との記念写真を撮影するという商売を始めた。1日あたりの収入は200ユーロ以上だという。結婚式や葬儀といったイベントにもしばしば呼ばれ、こうした場でジノヴチはナチス式敬礼で挨拶をする。これについてジノヴチは「これはしばしば望ましからぬ効果をもたらす。というのも、故人を悼む為に集まった人々が、私と写真を撮ったり話したりしたがるのだ」と語っている。
仮装を始めた頃から、ジノヴチは自らがヒトラーの生まれ変わりであると信じ始めるようになった。彼は仮装に加え、様々な「ナチスの道具」を常に持ち歩いている。それは例えば、ナチス時代のライヒスマルク、ハーケンクロイツが付いたボタン、ハーケンクロイツなどナチスを象徴する模様が刺繍されたスカーフ、『我が闘争』、ヒトラーの名とハーケンクロイツが印刷された名刺といった品々である。彼のこうした振る舞いは、地元の人々や平和維持軍当局からは特に問題視されていない。貧困や汚職など、より現実的な問題が多い為である。逆に、通行人や平和維持軍将兵の中には、彼を見ると立ち止まってナチス式敬礼を行うものまで居るという。Vice Newsの取材に応じたある地元の住民は、「私には他に心配すべき事がいくらでもあるのです。彼（ジノヴチ）が出歩いていれば見かけることもあるでしょうが、それだけのことです」と語った。地元では、彼の商売は生計を立てるための「実に大胆な事業」と見なされている。
ジノヴチは地元の人々について、「彼らは私を尊敬してくれる」「老若男女。皆が私に『ハイル・ヒトラー』と挨拶してくれる」と話した。彼には5人の娘があるが、地元では「ヒトラーの子供たち」と呼ばれている。彼女らも父の行いを気にしていない。ジノヴチによれば、学校の保護者会にもヒトラーの仮装で出席したが、教師や他の親も彼の外見について何も言わなかったという。また、娘たちを学校に迎えに行くと、いつも子供たちに囲まれ、一緒に話したり、写真をとってほしいとせがまれるという。Una Hajdariによるインタビューでも、「少女らは私の顔に触れるのが好きだ。マスクだと思っているのだね。彼女らはまず私の髪を引っ張り、それから頬にキスしてもいいかと尋ねる。私が家族と外出している時、人々は私に話しかけるのをやめる。しかし、私の妻は嫉妬深くはない。彼女は気にしないさ」と話している。
ドイツ刑法第86a条が「違憲団体の象徴」としてナチスのシンボルや制服、スローガン、敬礼などを規制している為、「ヒトラー」になったジノヴチはドイツへの入国が不可能となった。彼は過激な反セルビアの立場を表明しており、ミトロビツァのセルビア人地区（北ミトロヴィッツァ）を訪れる際は常にピストルを隠し持っていると語っている。また、彼は紛争終結の後にセルビア人とアルバニア人の和解がもたらされたと信じていた為、現在のコソボの状況には失望していると語っている。「ヒトラーを演じるのは難しいか」と尋ねられた時、ジノヴチは「簡単なことだ。私は私の中にヒトラーの性格を見出した。彼もまた私の敵と戦ったからだ。私の敵の敵、すなわち私の友人だ。そうだ、セルビア人は私の敵だ」と語った。ヒトラーとの外見上の類似については「私は彼のような独裁者ではないが、彼とよく似ていることは大いなる金銭的利益だ」としている。
コソボでもジノヴチの行動を問題視する人々がいる。プリシュティナを中心に読まれているドイツ語新聞『Kosova Aktuell』は、彼の行動を「スキャンダラスで、決して容認できない」と批判した。

## 大衆文化
2013年、コソボ人の映画監督Alban Mujaは、ジノヴチを題材とした短編ドキュメンタリー映画『Germans Are a Bit Scared of Me』（ドイツ人たちは私を少々恐れている）を発表した。この映画はジノヴチの日々の活動を追って、ミトロヴィッツァの人々と話す彼の姿を捉えた作品だった。